# 輝昇勝彦
輝昇 勝彦（てるのぼり かつひこ、1922年1月26日 - 1967年2月20日）は、北海道留萌市（出生時は留萌郡留萌町）出身で高島部屋に所属した大相撲力士。本名は小林 良彦（こばやし よしひこ）。最高位は東関脇。

## 来歴
1922年1月26日、北海道留萌郡留萌町（現在の留萌市）にて、官吏の家に次男として生まれた。子供の頃から留萌町の相撲大会での怪力ぶりが話題となる。

### 大相撲時代
高島部屋へ入門。1937年5月場所に於いて、15歳で初土俵を踏んだ。
体格面ではほとんど恵まれていなかったが、1日3000回の鉄砲を行ったと伝わる猛稽古で後の武器となる突っ張りを鍛え上げ、突き押し相撲で序二段・三段目で優勝、幕下も1場所で通過して1941年1月場所で新十両昇進、19歳で関取となった。
十両昇進後も突き押し相撲の威力は増すばかりで、僅か2場所目で14勝1敗という好成績で十両優勝を果たすと同時に、1942年1月場所での新入幕を決定的にした。新入幕の場所では12勝3敗といきなり大勝ちして優勝旗手を務め、出羽一門の増位山大志郎・豊嶌雅男と対抗する連合方の新鋭として、神風正一と共に注目を浴びる存在となった。同年5月場所ではその場所後に横綱へ昇進する照國萬藏を破ったほか、1943年1月場所では9勝6敗という平凡な成績ながら2度目の優勝旗手を務めるなど、ここまで負け越し知らず（三段目で1場所のみ4勝4敗の五分がある）のまま関脇へ昇進した。
しかし、1944年11月場所の直前に応召のため全休し、1945年6月場所では番付外（西小結格）で2勝5敗と、第二次世界大戦における食糧難もあって力を発揮することができなかった。戦後は1946年11月場所で照國萬藏から金星を奪った他、1947年11月場所では小結の地位で照國萬藏の他に汐ノ海運右エ門・東富士欽壹を破り、7勝4敗で敢闘賞を受賞（この場所から制定され、受賞第一号）した。
しかし、1948年5月場所で左肘関節を捻挫する怪我を負って途中休場してからは下位に低迷し、さらに糖尿病の影響もあって相撲も精彩を欠いた。取り口としても若い頃から突っ張り専門で、戦後からは単調な相撲振りや持久力の乏しさを原因とした長期戦に対する弱さや「組んだら三段目」と評される四つ相撲の拙さが顕在化していった。現役末期は右アキレス腱断裂の重傷によって十両に陥落し、1956年3月場所を最後に現役を引退した。

### 引退後
引退後は日本相撲協会へ残らずにプロレス転向を試みたが負傷で試合出場すら果たせず、TBSテレビにて相撲解説者を務めるものの、力士の精神論ばかりで技術論が全く無いことから早々と降板した。降板後は東京都板橋区で雑貨店を経営していたが、1967年2月20日、病気のため死去した。45歳没。

## 人物
兄は幕下の小林、弟は序二段の輝桜。井筒三兄弟（鶴嶺山、逆鉾、寺尾）や大波三兄弟（若隆元、若元春、若隆景）より先に兄弟3人が力士となったが、関取になったのは輝昇だけだった。
現役中から爽やかな弁舌に優れ、力士会の会長を務めていた東富士欽壹を助けて委員長を務め、日本相撲協会の待遇改善に活躍した。
片岡千恵蔵に似た容姿で人気を呼んだ。その千恵蔵とは実際に親交があり、千恵蔵が主演を務めた映画『土俵祭』(1944年、大映)では相撲の所作指導を行っている。また横綱・吉葉山、幕内・神錦とともに「高島美男三羽烏」と呼ばれた。
映画界からも何度も俳優転向の勧誘がされ、アナウンサーの鈴木治彦は「彼が映画へ入っていたら、押し出しは立派だし、千恵蔵よりも一つスケールの大きい、得難い時代劇俳優になっていたかもしれない」と自著『美男力士古今物語』において評価しており、力士には珍しくその美男ぶりから引退後に俳優に転身しなかったことを惜しむ声もあった。
現役末期は、度重なる怪我や病気で苦しんだために明荷の横に「逆境に屈するなかれ」「闘志と覇気を失うなかれ」「油断大敵」と標語を大書して激しい気力を奮い起こした。
人使いが非常に荒く、付け人に対する扱いは酷かったという。ある時、付け人だった幕下時代の一錦に自分の褌に「アイロンをかけとけ」と命じたが、アイロンが無かったため一錦は炭火で褌を乾かした。しかし、炭火の火の粉が爆ぜて飛んでしまい、褌に穴が開いてしまった。穴の開いた褌を見た輝昇は激怒し、ハンガーで一錦だけでなく、一緒にいた付け人の神錦、梅錦、津軽冨士を殴った。一錦は輝昇の日頃から付け人に対する横暴には腹を立てており、一緒に殴られた3人と共謀し、輝昇への襲撃計画を立てた。4人は巡業先で隙を見て一斉に輝昇に襲い掛かったが、逆に4人とも反撃された。当の輝昇は怒るどころか、その場で「若い者はそれくらいの元気があっていい、お前らきっと強くなるぞ」と論じ、その言葉通り4人全員が関取に昇進した。

## 主な成績・記録
- 通算成績：289勝270敗50休 勝率.517
- 幕内成績：223勝225敗33休 勝率.498
- 現役在位：49場所
- 幕内在位：35場所
- 三役在位：6場所（小結4場所、関脇2場所）
- 三賞：2回
  - 敢闘賞：2回（1947年11月場所、1952年1月場所）
- 優勝旗手：2回
- 金星：1個（照國1個）
- 各段優勝
  - 十両優勝：1回（1941年5月場所）
  - 三段目優勝：1回（1940年1月場所）
  - 序二段優勝：1回（1938年1月場所）

### 場所別成績
| 1937年 （昭和12年） | x                        | x                       | （前相撲）               | x                 |
| 1938年 （昭和13年） | （前相撲）               | x                       | 西序ノ口5枚目 4–3        | x                 |
| 1939年 （昭和14年） | 西序二段12枚目 優勝 7–0  | x                       | 西三段目8枚目 4–4        | x                 |
| 1940年 （昭和15年） | 東三段目5枚目 優勝 7–1   | x                       | 東幕下20枚目 7–1         | x                 |
| 1941年 （昭和16年） | 東十両13枚目 8–7         | x                       | 東十両7枚目 優勝 14–1    | x                 |
| 1942年 （昭和17年） | 東前頭20枚目 12–3 旗手   | x                       | 東前頭5枚目 10–5         | x                 |
| 1943年 （昭和18年） | 西前頭筆頭 9–6 (旗手)    | x                       | 東小結 8–7               | x                 |
| 1944年 （昭和19年） | 西関脇 6–9               | x                       | 東前頭3枚目 8–2          | 東小結 – (応召)   |
| 1945年 （昭和20年） | x                        | x                       | 西小結 2–5               | 東前頭3枚目 2–8   |
| 1946年 （昭和21年） | x                        | x                       | 国技館修理 のため中止    | 西前頭9枚目 9–4 ★ |
| 1947年 （昭和22年） | x                        | x                       | 東小結 6–4               | 東小結 7–4 敢     |
| 1948年 （昭和23年） | x                        | x                       | 東関脇 0–4–7             | 東前頭4枚目 5–6   |
| 1949年 （昭和24年） | 西前頭5枚目 3–10         | x                       | 西前頭10枚目 10–5        | 東前頭6枚目 4–11  |
| 1950年 （昭和25年） | 東前頭10枚目 7–8         | x                       | 西前頭10枚目 10–5        | 東前頭5枚目 8–7   |
| 1951年 （昭和26年） | 東前頭3枚目 5–10         | x                       | 西前頭8枚目 11–4         | 東前頭筆頭 1–14   |
| 1952年 （昭和27年） | 西前頭8枚目 12–3 敢      | x                       | 東前頭筆頭 2–12–1        | 東前頭12枚目 10–5 |
| 1953年 （昭和28年） | 東前頭6枚目 6–9          | 西前頭8枚目 4–11        | 西前頭13枚目 9–6         | 西前頭10枚目 8–7  |
| 1954年 （昭和29年） | 東前頭9枚目 6–9          | 西前頭12枚目 6–9        | 東前頭15枚目 7–8         | 西前頭16枚目 10–5 |
| 1955年 （昭和30年） | 東前頭12枚目 休場 0–0–15 | 西十両筆頭 0–3–12       | 西十両10枚目 休場 0–0–15 | 東十両20枚目 9–6  |
| 1956年 （昭和31年） | 西十両11枚目 5–10        | 西十両17枚目 引退 2–8–5 | x                        | x                 |
| 各欄の数字は、「勝ち-負け-休場」を示す。 優勝 引退 休場 十両 幕下 三賞：敢=敢闘賞、殊=殊勲賞、技=技能賞 その他：★=金星 番付階級：幕内 - 十両 - 幕下 - 三段目 - 序二段 - 序ノ口 幕内序列：横綱 - 大関 - 関脇 - 小結 - 前頭（「#数字」は各位内の序列） |                          |                         |                          |                   |

- 1945年6月場所には、番付発表後の復帰のため小結格で出場

### 幕内対戦成績
| 力士名   | 勝数 | 負数 | 力士名   | 勝数 | 負数 | 力士名   | 勝数 | 負数 | 力士名   | 勝数 | 負数 |
| -------- | ---- | ---- | -------- | ---- | ---- | -------- | ---- | ---- | -------- | ---- | ---- |
| 愛知山   | 5    | 2    | 安藝ノ海 | 0    | 6    | 東富士   | 2    | 5    | 綾昇     | 3    | 0    |
| 綾若     | 1    | 0    | 安念山   | 1    | 1    | 泉洋     | 1    | 0    | 五ツ海   | 6    | 1    |
| 五ッ洋   | 1    | 0    | 大内山   | 2    | 6    | 大熊     | 1    | 0    | 大起     | 2    | 8    |
| 大ノ海   | 0    | 1    | 大昇     | 1    | 6    | 大ノ森   | 1    | 1    | 大晃     | 6    | 1    |
| 大蛇潟   | 5    | 3    | 甲斐ノ山 | 0    | 1    | 鏡里     | 1    | 5    | 笠置山   | 3    | 2    |
| 鹿嶋洋   | 2    | 1    | 神風     | 1(1) | 0    | 神若     | 1    | 1    | 北ノ洋   | 3    | 0    |
| 九州山   | 1    | 2    | 清恵波   | 6    | 3    | 清美川   | 3    | 1    | 鬼竜川   | 0    | 1    |
| 九州錦   | 5    | 0    | 国登     | 2    | 2    | 高津山   | 3    | 1    | 小坂川   | 1    | 1    |
| 琴ヶ濱   | 3    | 4    | 琴錦     | 2    | 7    | 佐賀ノ花 | 0    | 4    | 相模川   | 4    | 3    |
| 櫻錦     | 5    | 5    | 潮錦     | 4    | 3    | 汐ノ海   | 8(1) | 4    | 信夫山   | 3    | 2    |
| 嶋錦     | 2    | 3    | 清水川   | 1    | 7    | 信州山   | 3    | 0    | 神東山   | 1    | 0    |
| 大天龍   | 0    | 1    | 武ノ里   | 0    | 1    | 玉ノ海   | 1    | 1    | 千代ノ山 | 2    | 6    |
| 常ノ山   | 8    | 3    | 鶴ヶ嶺   | 0    | 1    | 照國     | 3    | 10   | 出羽錦   | 2    | 5    |
| 出羽ノ花 | 1    | 0    | 出羽湊   | 2    | 2    | 出羽湊   | 2    | 2    | 十勝岩   | 1    | 1    |
| 時津山   | 1    | 2    | 栃錦     | 2    | 6    | 十三錦   | 1    | 0    | 豊嶋     | 4    | 1    |
| 豊登     | 2    | 1    | 七ッ海   | 2    | 0    | 名寄岩   | 4    | 5    | 鳴門海   | 5    | 2    |
| 成山     | 1    | 2    | 羽黒山   | 0    | 7    | 羽嶋山   | 2    | 7    | 緋縅     | 2    | 2    |
| 肥州山   | 3    | 1    | 備州山   | 9    | 6    | 広瀬川   | 6    | 3    | 福ノ里   | 1    | 0    |
| 藤田山   | 3    | 0    | 藤ノ里   | 1    | 0    | 二瀬川   | 0    | 1    | 二瀬山   | 3    | 5    |
| 双ツ龍   | 0    | 1    | 不動岩   | 3    | 3    | 前田山   | 0    | 4    | 増位山   | 5    | 7    |
| 増巳山   | 1    | 0    | 松ノ里   | 4    | 0    | 松登     | 1    | 0    | 宮城海   | 0    | 1    |
| 宮錦     | 0    | 1    | 陸奥ノ里 | 1    | 1    | 八方山   | 2    | 4    | 倭岩     | 1    | 0    |
| 大和錦   | 3(1) | 0    | 吉井山   | 3    | 2    | 吉田川   | 1    | 0    | 米川     | 1    | 0    |
| 力道山   | 0    | 2(1) | 龍王山   | 1    | 0    | 両國     | 1    | 0    | 若潮     | 2    | 0    |
| 若瀬川   | 2    | 5    | 若ノ花   | 1    | 2    | 若葉山   | 6    | 3    |          |      |      |